# Тула (месяц)
Тула́ (с санскр. तुला, IAST: Tulā, «Весы») — это солнечный месяц (седьмой из 12-и) в древнеиндийском календаре. соответствует зодиакальному созвездию Весы и приходится примерно на вторую половину октября и первую половину ноября в григорианском календаре.
В ведических текстах месяц называется Иса́ (санскр. ईसा, IAST: Īsā), но в этих древних текстах он не имеет зодиакальных ассоциаций. Солнечный месяц Тула́ перекрывается с лунным месяцем Картика, в индийских лунно-солнечных календарях. Начиная с этого месяца Солнце, согласно древнеиндийским текстам, начинает свое путешествие на юг, а дни становятся короче. Ему предшествует солнечный месяц Канья, а затем идёт солнечный месяц Вришика.
Месяц Тула́ называется Айппа́си (там. ஐப்பசி, IAST: Aippaci) в тимильском календаре. Древние и средневековые санскритские тексты Индии различаются в своих расчетах относительно продолжительности месяца Тула́, как и остальных месяцев. Например, Сурья сиддханта, датированная ок. 400 годом, рассчитывает продолжительность месяца, как 29 дней, 21 час, 26 минут и 24 секунды. В отличие от этого, Арья сиддханта рассчитывает продолжительность месяца, как 29 дней, 21 час, 40 минут и 48 секунд. Индийские названия солнечных месяцев значимы в эпиграфических исследованиях Южной Азии. Например, месяц Тула́, наряду с другими солнечными месяцами, найден вписанным в индийских храмах и памятниках империи Чола средневековой эпохи.
Тула также является:
- астрологическим знаком зодиака в индийской астрологии, где соответствует Весам[9].
- 22-м месяцом дариского календаря Марса.